# Синтоми
Синтоми (яп. 新富町 Синтоми-тё:) — посёлок в Японии, находящийся в уезде Кою префектуры Миядзаки. Площадь посёлка составляет 61,70 км², население — 17 661 человек (1 августа 2014), плотность населения — 286,24 чел./км².

## Географическое положение
Посёлок расположен на острове Кюсю в префектуре Миядзаки региона Кюсю. С ним граничат города Сайто, Миядзаки и посёлок Таканабе.

## Население
Население посёлка составляет 17 661 человек (1 августа 2014), а плотность — 286,24 чел./км². Изменение численности населения с 1980 по 2005 годы:
| 1980 | 17 220 чел. |  |
| 1985 | 18 053 чел. |  |
| 1990 | 18 085 чел. |  |
| 1995 | 18 037 чел. |  |
| 2000 | 19 058 чел. |  |
| 2005 | 18 608 чел. |  |

## Символика
Деревом посёлка считается слива японская, цветком — люпин, птицей — Cettia diphone.